# Rybie (województwo lubelskie)
Rybie – wieś w Polsce położona w województwie lubelskim, w powiecie chełmskim, w gminie Rejowiec.
W latach 1975–1998 miejscowość położona była w województwie chełmskim. Od 1 stycznia 2006 wchodzi w skład powiatu chełmskiego (przedtem krasnostawskiego). 
Wieś jest sołectwem w gminie Rejowiec. Według Narodowego Spisu Powszechnego (III 2011 r.) liczyła 254 mieszkańców i była szóstą co do wielkości miejscowością gminy Rejowiec.
Wierni Kościoła rzymskokatolickiego należą do parafii św. Jozafata Kuncewicza w Rejowcu.

## Części wsi
| SIMC    | Nazwa     | Rodzaj    |
| ------- | --------- | --------- |
| 0105696 | Cyganówka | część wsi |
| 0105704 | Majdan    | część wsi |

## Historia
Według Słownika geograficznego Królestwa Polskiego z roku 1889 Rybie i Majdan Rybie, kolonie w gminie Rejowiec, powiatu chełmskiego o rozległości 412 mórg.